# پاریاسور
پاریاسور (نام علمی: Pareiasauridae) نام یک تیره از خزنده‌چهرگان است.